# 臺灣總督府民政部
臺灣總督府民政部（日语：台湾総督府民政部），是臺灣總督府轄下擔當行政與司法的部局。

## 沿革
1895年（明治28年）5月21日，制定《臺灣總督府暫行條例》（臺灣總督府假條例）。總督府下置民政局、陸軍局、海軍局。1898年（明治31年）6月20日，民政局改稱民政部；直到1919年（大正8年）8月20日廢止。

## 組織變遷
- 1895年（明治28年）5月21日[2]
  - 民政局　民政局長官
    - 内務部　外務部　殖產部　財務部（日语：台湾総督府財務局）　学務部（日语：台湾総督府文教局）　遞信部（日语：台湾総督府通信局）　司法部
- 1895年（明治28年）8月6日[3]
  - 民政局　民政局長
    - 局長部　内務部　殖产部　財務部　学務部
- 1896年（明治29年）4月1日[4]
  - 民政局　民政局長
    - 總務部　内務部　殖产部　財務部　法務部　学務部　通信部（日语：台湾総督府通信局）
- 1897年（明治30年）11月1日[5]
  - 民政局　民政局長
  - 財務局（日语：台湾総督府財務局）　財務局長
- 1898年（明治31年）6月20日[6]
  - 民政部　民政長官
    - 人事課　文書課　外事課　縣治課　警保課　土木課　衛生課　主計課　税務課　法務課　学務課（日语：台湾総督府文教局）　殖產課　通信課（日语：台湾総督府通信局）　会計課
- 1901年（明治34年）11月11日[7]
  - 民政部　民政長官
    - 總務局　財務局　通信局（日语：台湾総督府通信局）　殖產局　土木局　警察本署
- 1909年（明治42年）10月25日[8]
  - 民政部　民政長官
    - 内務局（←總務局）　財務局　通信局　殖產局　蕃務本署（←警察本署）
- 1911年（明治44年）10月16日[9]
  - 民政部　民政長官
    - 財務局　通信局　殖產局　土木局　地方部　法務部　学務部（日语：台湾総督府文教局）　警察本署　蕃務本署
- 1915年（大正4年）7月22日[10]
  - 民政部　民政長官
    - 財務局　通信局　殖产局　土木局　地方部　法務部　学務部　警察本署
- 1919年（大正8年）6月28日[11]
  - 民政部　民政長官
    - 内務局（←地方部、学務部）　財務局　遞信局（日语：台湾総督府通信局）（←通信局）　殖产局　土木局　警務局（←警察本署）　法務部

## 脚注
1. ↑  台湾総督府官制中改正ノ件（大正8年8月20日勅令第393号）
2. ↑  台湾総督府仮条例（明治28年5月21日）
3. ↑  台湾総督府条例（明治28年8月6日陸達第70号）
4. ↑  台湾総督府民政局官制（明治29年3月31日勅令第90号）
5. ↑  台湾総督府官制（明治30年10月21日勅令第362号）
6. ↑  台湾総督府官制中改正ノ件（明治31年6月20日勅令第106号）、参考文献『植民地官僚の政治史』380 - 381頁。
7. ↑  台湾総督府官制中改正ノ件（明治34年11月11日勅令第201号）
8. ↑  台湾総督府官制中改正ノ件（明治42年10月25日勅令第270号）
9. ↑  台湾総督府官制中改正ノ件（明治44年10月16日勅令第260号）
10. ↑  台湾総督府官制中改正ノ件（大正4年7月22日勅令第129号）
11. ↑  台湾総督府官制中改正ノ件（大正8年6月28日勅令第311号）